# Stay with Me (chanson de Kumi Koda)
Singles de Kumi Kōda
TABOO
(2008) It's all Love!
(2009)
Stay with me est le 42e single de Kumi Kōda sorti sous le label Rhythm Zone le 24 décembre 2008 au Japon. Il atteint la 1re place du classement de l'Oricon. Il se vend à 58 108 exemplaires la première semaine, et reste classé pendant 7 semaines, pour un total de 70 657 exemplaires vendus. Il sort en format CD et CD+DVD.
Stay with me a été utilisé comme campagne publicitaire pour LISMO et Sony Ericsson. Elle se trouve sur l'album Trick, sur la compilation Best ~Third Universe~ et sur l'album remix Koda Kumi Driving Hit's 2.

## Liste des titres
Toutes les paroles sont écrites par Kumi Kōda.
| 1. | Stay with Me                 | Kazuto Narumi          | 4:58 |
| 2. | Winter Bell                  | 山木隆一郎, 鈴木ヒロト | 4:09 |
| 3. | Stay with Me (Orgel Version) | Kazuto Narumi          | 2:40 |
| 4. | Stay with Me (instrumental)  | Kazuto Narumi          | 4:54 |
| 5. | Winter Bell (instrumental)   | 山木隆一郎, 鈴木ヒロト | 4:08 |

| 1. | Stay with Me                   |  |
| 2. | Stay with Me (Another Version) |  |